# Elyra albifascia
Elyra albifascia är en fjärilsart som beskrevs av George Francis Hampson 1929. Elyra albifascia ingår i släktet Elyra och familjen nattflyn. Inga underarter finns listade i Catalogue of Life.